# 佩吕斯勒罗克
佩吕斯勒罗克（法語：Peyrusse-le-Roc，法語發音：[peʁys lə ʁɔk]）是法国阿韦龙省的一个市镇，属于鲁埃格自由城区。

## 地理
佩吕斯勒罗克（44°29'45"N, 2°8'26"E）面积13.81 平方千米，位于法国奧克西塔尼大區阿韦龙省，该省份为法国南部内陆省份，位于法國中央高原南部，北起顺时针与康塔爾省、洛泽尔省、加尔省、埃罗省、塔恩省、塔恩-加龙省和洛特省接壤。
与佩吕斯勒罗克接壤的市镇（或旧市镇、城区）包括：莱萨尔布、阿斯普里耶尔、德吕勒、加尔冈、诺萨克、索纳克。

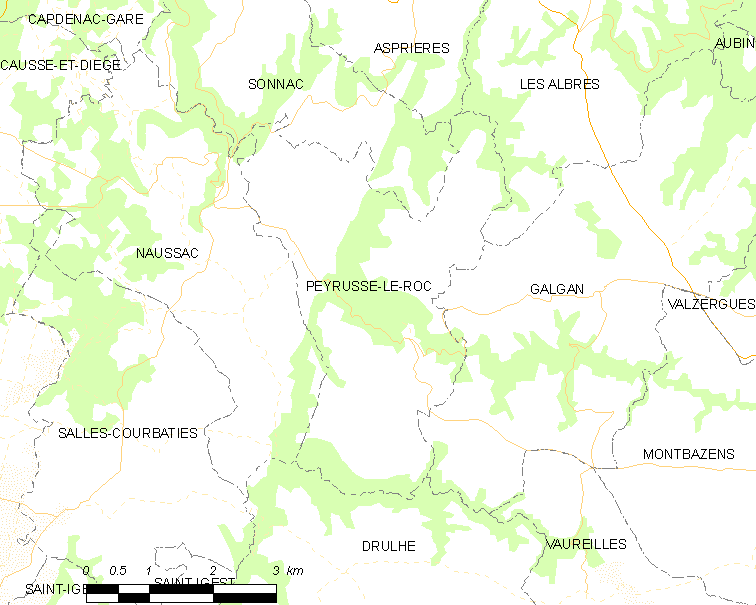
佩吕斯勒罗克的OSM定位图

佩吕斯勒罗克的时区为UTC+01:00、UTC+02:00（夏令时）。

## 行政
佩吕斯勒罗克的邮政编码为12220，INSEE市镇编码为12181。

## 政治
佩吕斯勒罗克所属的省级选区为洛特-蒙巴济努瓦县。

## 人口

1962-2008年间佩吕斯勒罗克人口变化图示

佩吕斯勒罗克于2022年1月1日时的人口数量为202人。